# Ervin Skela
Ervin Skela (* 17. November 1976 in Vlora, Albanien) ist ein ehemaliger albanisch-italienischer Fußballspieler.

## Laufbahn
Verein
Nach den Stationen KS Flamurtari Vlora und SK Tirana wechselte Skela 1995 zum 1. FC Union Berlin in die deutsche Regionalliga. Dort spielte er bis 1997 und wechselte dann zum damals ebenfalls drittklassigen FC Erzgebirge Aue.
Ab 1999 spielte er für den Chemnitzer FC in der 2. Bundesliga, für den er bis Ende 2000 in 50 Spielen elf Mal traf. In dieser Zeit debütierte er auch in der albanischen Nationalmannschaft. Die Rückrunde 2000/01 verbrachte er beim SV Waldhof Mannheim, zu Beginn der Saison 2001/02 wechselte er zu Eintracht Frankfurt.
Mit den Frankfurtern, bei denen er in der Saison 2002/03 mit zehn Treffern bester Torschütze war, stieg er 2003 in die 1. Bundesliga auf. 2003/04 war er mit acht Toren erneut interner Torschützenkönig, konnte den sofortigen Wiederabstieg aber nicht verhindern.
Darauf wechselte er zu Arminia Bielefeld und erneut ein Jahr später, 2005, zum 1. FC Kaiserslautern. Nach dem Abstieg aus der 1. Liga im Jahre 2006 verließ er die Lautrer und spielte seitdem beim italienischen Erstligisten Ascoli Calcio. Im Januar 2007 unterschrieb Skela einen langfristigen Kontrakt (bis 2009) beim Bundesligisten Energie Cottbus. Nach Ablauf der Vertragslaufzeit wechselte er im Oktober 2009 zum Zweitligisten TuS Koblenz. Dort konnte er allerdings den Abstieg des Vereins nicht verhindern und erhielt keinen neuen Vertrag für die Saison 2010/11.
Im Januar 2011 wurde der vertragslose Skela von Germania Windeck verpflichtet. Er blieb ohne Einsatz für Windeck und wechselte im März 2011 nach Polen zu Arka Gdynia, für das er sein Debüt am 11. März 2011 gab, als er im Ligaspiel gegen Górnik Zabrze in der Nachspielzeit für Tadas Labukas eingewechselt wurde.
Auf diesen Einsatz folgten insgesamt noch vier weitere, bevor Skelas Vertrag nach der Saison auslief und nicht verlängert wurde. Im Sommer 2011 beendete er seine aktive Spielerkarriere.
Am 29. Januar 2014 verkündete er sein Comeback und unterschrieb eine Spielerlizenz, ohne Festgehalt, beim hessischen Kreisoberligisten FC Hanau 93. Mit diesem stieg er als Meister in die Gruppenliga auf und Skela trug mit 18 Saisontoren dazu bei. Nach der Saison 2018/19 beendete er dann seine aktive Karriere.
Nationalmannschaft
In der albanischen Nationalmannschaft war Skela über elf Jahre hinweg Stammspieler und bestritt insgesamt 75 Länderspiele und erzielte dabei 13 Tore. Er wurde 2008 zum „Spieler des Jahres“ in Albanien gewählt.

## Sonstiges
Skela ist verheiratet und hat einen Sohn.